# Inese Vaidere
Inese Vaidere (Jelgava, 3 settembre 1952) è una politica lettone, membro del Parlamento Europeo dal 2004.

## Biografia
Nata nell'allora Repubblica Socialista Sovietica Lettone, si laureò in economia presso l'Università della Lettonia e successivamente lavorò come docente universitaria e ricercatrice.
Entrata in politica, prese parte alle elezioni parlamentari in Lettonia del 1993, candidandosi con il partito di centro-destra Per la Patria e la Libertà/LNNK ma non risultò eletta deputata al Saeima; stessa sorte ebbe nelle successive elezioni del 1995. Nel 1996 venne assunta al Ministero dell'Economia e fu collaboratrice di Guntars Krasts.
Non riuscì ad essere eletta deputata nemmeno nelle elezioni del 1998, ma venne nominata Ministro di stato per l'Ambiente nel governo guidato da Vilis Krištopans. Fu successivamente membro del consiglio comunale e vicesindaco della città di Riga.
Nel 2002 approdò al Saeima come deputata. Vi restò per i successivi due anni, fin quando lasciò il seggio dopo essere stata eletta europarlamentare nella tornata del 2004 sempre come esponente del LNNK. Divenne membro della commissione per gli affari esteri del Parlamento europeo e fu rieletta nel 2009, questa volta come esponente del partito Unione Civica.
In occasione delle europee del 2014, candidatasi per il partito Unità, risultò quinta nelle preferenze; la lista ottenne quattro seggi, pertanto inizialmente Inese Vaidere risultò non eletta. Tuttavia, a seguito della nomina di Valdis Dombrovskis alla carica di commissario europeo per gli affari economici e monetari, gli subentrò come europarlamentare (avvenne la stessa cosa nella tornata seguente). Fu membro della commissione per i bilanci del Parlamento europeo e, nella successiva legislatura, membro della commissione per i problemi economici e monetari del Parlamento europeo.
Nel 2015, il nome di Inese Vaidere venne incluso tra quelli di alcuni personaggi pubblici dell'Unione Europea ai quali si vietava l'ingresso nel territorio della Russia.